# ベッシー・スミス
ベッシー・スミス（Bessie Smith, 1894年4月15日 - 1937年9月26日）は、アメリカのブルースシンガー。「ブルースの女帝」と称された彼女は、1930年代に最も人気のある女性ブルースシンガーだった。1989年、ロックの殿堂入りを果たした。テネシー州チャタヌーガ出身。

## 来歴
主に1920年代から1930年代にかけて活躍した歌手の一人。当時の黒人歌手としては大きな成功を収め、「ブルースの女帝」「ブルースの皇后」とも呼ばれた。「建造物を揺るがす」ほどの圧倒的な声量と芳醇な情感を保つ歌唱力で聴衆を魅了し、偉大なブルース・シンガーとして現代でもその人気と名声は語り継がれている。
近代アメリカのポピュラー音楽史上、スミスの存在は後に活動する多くの歌手たちへジャンルを問わず幅広く巨大な影響を与えていた。スミスを尊敬したという歌手にビリー・ホリデイ、マヘリア・ジャクソン、ジャニス・ジョプリン、ノラ・ジョーンズ達が挙げられる。
作品では『セントルイス・ブルース』、『どん底にあっても人は気づかず』、『難破ブルース』などの録音が有名。『セントルイス・ブルース』では、ルイ・アームストロングがコルネットの伴奏をつとめている。
スミスも作詞および作曲を行い、2006年7月現在日本音楽著作権協会 (JASRAC) には35作品がPD状態として確認、登録されている。

## 事故死
スミスは、1937年に乗っていた車がトラックに追突するという不運な交通事故に遭い、近くの病院に搬送されたものの白人専用病院だったので受け入れを頑なに拒否されたためたらい回しにされた。ようやくミシシッピ州のクラークスデールにある黒人専用病院に移送されたが、間もなくスミスは息絶えてしまった。43歳没。

## 主なアルバム
| No. | タイトル                          | 発売日 | ローリングストーンレコードガイドによる評価 |
| --- | --------------------------------- | ------ | ------------------------------------------ |
|     | Any Woman´s Blues                 |        | ★★★★★                                      |
|     | Empty Bed Blues                   |        | ★★★★★                                      |
|     | Nobody´s Blues But Mine           |        | ★★★★★                                      |
|     | The Emperss                       |        | ★★★★★                                      |
|     | The World´s Greatest Blues Singer |        | ★★★★★                                      |